# ケオ・ソクペン
ケオ・ソクペン（クメール語: កែវ សុខផេង、1992年3月3日 - ）は、カンボジアのサッカー選手。カンボジア代表。現在、カンボジア・リーグのビサカFCに所属している。ポジションはMF。

## クラブ歴
中国系カンボジア人の父とタイニン省出身のベトナム人の母の間に生まれた。1歳の時にベトナムへ移住した。
2012年には兄のケオ・ソクノンと共にボーウング・ケット・ラバーフィールドに加入してソクペンはプロとなり、カンボジア・リーグを制覇した。
2015年6月にソクペンは兄のソクノンと共にプノンペン・クラウンに移籍した。開幕戦はケオ兄弟の前所属、ボーウング・ケット・アンコールであった。

## 代表歴
彼はU-23代表として2015年の東南アジア競技大会サッカー競技のメンバーに選抜され、4試合に出場し、3得点と云う成績を残した。その後、2018 FIFAワールドカップ・アジア2次予選に挑むA代表にも選抜され、アフガニスタン代表戦で代表初出場を果たした。代表初得点となったのは2015年8月20日に行われたブータン代表との親善試合であった。

## 個人成績
A代表での得点一覧
| #  | 日附          | 場所                                           | 対戦相手 | 得点 | 結果 | 大会     |
| -- | ------------- | ---------------------------------------------- | -------- | ---- | ---- | -------- |
| 1. | 2015年8月20日 | プノンペン・プノンペン・オリンピックスタジアム | ブータン | 2–0  | 2–0  | 親善試合 |
| 2. | 2015年11月3日 | プノンペン・プノンペン・オリンピックスタジアム | ブルネイ | 4–1  | 6–1  | 親善試合 |
| 3. | 2015年11月3日 | プノンペン・プノンペン・オリンピックスタジアム | ブルネイ | 5–1  | 6–1  | 親善試合 |